# Combat 18
O Combat 18 (C18) foi uma organização terrorista britânica, formada em 1992, após reuniões do Partido Nacional Britânico (BNP) com os Chelsea Headhunters e o Blood & Honour. Acredita-se que o Combat 18 foi usado pelo MI5 (Military Intelligence, section 5) para infiltrar grupos paramilitares na Irlanda do Norte.
No Reino Unido, membros do Partido Nacional Britânico (BNP), do Combat 18 e do British National Front estão proibidos por lei de integrarem a polícia e os serviços prisionais.

## Alemanha
A associação extremista de direita Combat 18 Deutschland foi banida da Alemanha. Mais de 200 policiais realizaram buscas nas casas de membros do grupo em seis estados do país (Brandemburgo, Hesse, Mecklemburgo-Pomerânia Ocidental, Renânia do Norte-Vestfália, Renânia-Palatinado e Turíngia). Foram apreendidos celulares, laptops, equipamentos de armazenamento de dados, roupas, itens de devoção ao nazismo e materiais de propaganda, entre outros.